# Naditu
Naditu var benämningen för en prästinna i det Babyloniska riket. 
Alla eller åtminstone de flesta gudar och gudinnor tycks ha haft nadituprästinnor inom sin kult, som ledde de religiösa ceremonierna och ritualerna. Nadituprästinnor kom ofta ur överklassfamiljer eller kungafamiljer.  De fick en hemgift med sig som sitt arv då de inträdde i tempeltjänst, och bibehöll denna som egen egendom. Prästinnorna levde i egna bostäder inom tempelkomplexen, och hade rätt att äga egendom och bestämma över sin egen ekonomi. De var rättsligt oberoende av sina familjer och ägnade sig åt affärsverksamhet på egen hand. Många av dem blev framstående konstnärer, och flera författare är kända bland dem. Det är oklart om prästinnor fick gifta sig eller inte, och huruvida de var tvungna att leva i celibat eller inte, men det tycks som om detta berodde på vilken gud eller gudinna de tjänade, och att reglerna skilde sig åt mellan templen. När de avled, återgick deras hemgifter till deras familjer. 